# Jan Szymański (lutteur)
Jan Szymański (né le 19 avril 1960 et mort le 12 août 2005) est un lutteur polonais.

## Palmarès

### Championnats d'Europe
- Médaille de bronze en catégorie des moins de 62 kg en 1979
- Médaille d'argent en catégorie des moins de 68 kg en 1984
- Médaille de bronze en catégorie des moins de 68 kg en 1986